# Aleksandrs Cauņa
Aleksandrs Cauņa est un footballeur international letton né le 19 janvier 1988 à Daugavpils.

## Carrière

### En club
Il inscrit son premier but avec le CSKA Moscou en Ligue des Champions face à Trabzonspor le 18 octobre 2011.

### En sélection
Aleksandrs Cauņa fait ses débuts en équipe nationale de Lettonie le 2 juin 2007 contre l'Espagne.
Il compte 45 sélections et 12 buts avec l'équipe de Lettonie entre 2007 et 2015.

## Statistiques

### En sélection

#### Matchs internationaux
| Matchs internationaux de Aleksandrs Cauņa | Matchs internationaux de Aleksandrs Cauņa | Matchs internationaux de Aleksandrs Cauņa | Matchs internationaux de Aleksandrs Cauņa | Matchs internationaux de Aleksandrs Cauņa |
|                                           | Date                                      | Adversaire                                | Minutes jouées                            | Compétition                               |
| ----------------------------------------- | ----------------------------------------- | ----------------------------------------- | ----------------------------------------- | ----------------------------------------- |
| 1.                                        | 2 juin 2007                               | Espagne                                   | 89e                                       | Éliminatoires Euro 2008                   |
| 2.                                        | 6 juin 2007                               | Danemark                                  | 75e                                       | Éliminatoires Euro 2008                   |
| 3.                                        | 22 août 2007                              | Moldavie                                  | 59e                                       | Match amical                              |
| 4.                                        | 6 février 2008                            | Géorgie                                   | 46e                                       | Match amical                              |
| 5.                                        | 30 mai 2008                               | Estonie                                   | 76e                                       | Coupe baltique 2008                       |
| 6.                                        | 1er juin 2008                             | Lituanie                                  | 72e                                       | Coupe baltique 2008                       |
| 7.                                        | 11 octobre 2008                           | Suisse                                    | 59e                                       | Éliminatoires coupe du monde 2010         |
| 8.                                        | 15 octobre 2008                           | Israël                                    | 61e                                       | Éliminatoires coupe du monde 2010         |
| 9.                                        | 12 novembre 2008                          | Estonie                                   | 90 min                                    | Match amical                              |
| 10.                                       | 28 mars 2009                              | Luxembourg                                | 77e 48e                                   | Éliminatoires coupe du monde 2010         |
| 11.                                       | 1er avril 2009                            | Luxembourg                                | 90 min                                    | Éliminatoires coupe du monde 2010         |
| 12.                                       | 12 août 2009                              | Bulgarie                                  | 90 min                                    | Match amical                              |
| 13.                                       | 5 septembre 2009                          | Israël                                    | 81e                                       | Éliminatoires coupe du monde 2010         |
| 14.                                       | 9 septembre 2009                          | Suisse                                    | 89e 62e                                   | Éliminatoires coupe du monde 2010         |
| 15.                                       | 10 octobre 2009                           | Grèce                                     | 90 min                                    | Éliminatoires coupe du monde 2010         |
| 16.                                       | 14 octobre 2009                           | Moldavie                                  | 90 min                                    | Éliminatoires coupe du monde 2010         |
| 17.                                       | 11 août 2010                              | Tchéquie                                  | 60e 90e                                   | Match amical                              |
| 18.                                       | 3 septembre 2010                          | Croatie                                   | 90 min                                    | Éliminatoires Euro 2012                   |
| 19.                                       | 7 septembre 2010                          | Malte                                     | 90 min                                    | Éliminatoires Euro 2012                   |
| 20.                                       | 8 octobre 2010                            | Grèce                                     | 90 min                                    | Éliminatoires Euro 2012                   |
| 21.                                       | 12 octobre 2010                           | Géorgie                                   | 90 min 91e                                | Éliminatoires Euro 2012                   |
| 22.                                       | 9 février 2011                            | Bolivie                                   | 90 min 51e (pen.)                         | Match amical                              |
| 23.                                       | 4 juin 2011                               | Israël                                    | 90 min 62e (pen.)                         | Éliminatoires Euro 2012                   |
| 24.                                       | 7 juin 2011                               | Autriche                                  | 78e                                       | Match amical                              |
| 25.                                       | 10 août 2011                              | Finlande                                  | 90 min                                    | Match amical                              |
| 26.                                       | 2 septembre 2011                          | Géorgie                                   | 90 min 64e                                | Éliminatoires Euro 2012                   |
| 27.                                       | 6 septembre 2011                          | Grèce                                     | 90 min 19e                                | Éliminatoires Euro 2012                   |
| 28.                                       | 7 octobre 2011                            | Malte                                     | 90 min                                    | Éliminatoires Euro 2012                   |
| 29.                                       | 11 octobre 2011                           | Croatie                                   | 90 min                                    | Éliminatoires Euro 2012                   |

#### Buts internationaux
| #  | Date             | Lieu                                     | Adversaire | Score | Résultat | Compétition             |
| -- | ---------------- | ---------------------------------------- | ---------- | ----- | -------- | ----------------------- |
| 1. | 28 mars 2009     | Stade Josy-Barthel, Luxembourg (Lux.)    | Luxembourg | 2-0   | 4-0      | Éliminatoires CM 2010   |
| 2. | 9 septembre 2009 | Skonto Stadion, Riga (Lettonie)          | Suisse     | 1-1   | 2-2      | Éliminatoires CM 2010   |
| 3. | 11 août 2010     | Stadion u Nisy, Liberec (R. tchèque)     | Tchéquie   | 1-4   | 1-4      | Match amical            |
| 4. | 12 octobre 2010  | Skonto Stadion, Riga (Lettonie)          | Géorgie    | 1-1   | 1-1      | Éliminatoires Euro 2012 |
| 5. | 9 février 2011   | Mardan Sports Complex, Antalya (Turquie) | Bolivie    | 1-1   | 2-1      | Match amical            |
| 6. | 4 juin 2011      | Skonto Stadion, Riga (Lettonie)          | Israël     | 1-2   | 1-2      | Éliminatoires Euro 2012 |
| 7. | 2 septembre 2011 | Stade Mikheil-Meskhi, Tbilissi (Géorgie) | Géorgie    | 1-0   | 1-0      | Éliminatoires Euro 2012 |
| 8. | 6 septembre 2011 | Skonto Stadion, Riga (Lettonie)          | Grèce      | 1-0   | 1-1      | Éliminatoires Euro 2012 |

NB : Les scores sont affichés sans tenir compte du sens conventionnel en cas de match à l'extérieur (Lettonie-Adversaire).

## Palmarès
- Coupe baltique en 2008 avec la Lettonie.
- Champion de Lettonie en 2010 avec le Skonto Riga.
- Coupe de Russie en 2011 et 2013 avec le CSKA Moscou.
- Joueur letton de l'année en 2011[3] et en 2012[4].
- Championnat de Russie en 2013, 2014 et 2016